# Atlantisch orkaanseizoen 2016
Het Atlantisch orkaanseizoen 2016 was een bovengemiddeld orkaanseizoen met het hoogste aantal tropische orkanen in de Atlantische Oceaan sinds 2012. Het was ook het seizoen met de meeste schade sinds 2012, en de meest dodelijke sinds 2008.

## Orkanen
- Orkaan Alex (categorie 1)
- Tropische storm Bonnie (storm)
- Tropische storm Colin (storm) (lagedrukgebied)
- Tropische storm Danielle (storm)
- Orkaan Earl (categorie 1)
- Tropische storm Fiona (storm)
- Majeure orkaan Gaston (categorie 3)
- Tropische depressie 8 (depressie)
- Orkaan Hermine (categorie 1)
- Tropische storm Ian (storm)
- Tropische storm Julia (storm)
- Orkaan Karl (categorie 1)
- Tropische storm One (storm)
- Tropische storm Lisa (storm)
- Majeure orkaan Matthew (categorie 5)
- Majeure orkaan Nicole (categorie 4)
- Majeure orkaan Otto (categorie 3)